# イエナ駅

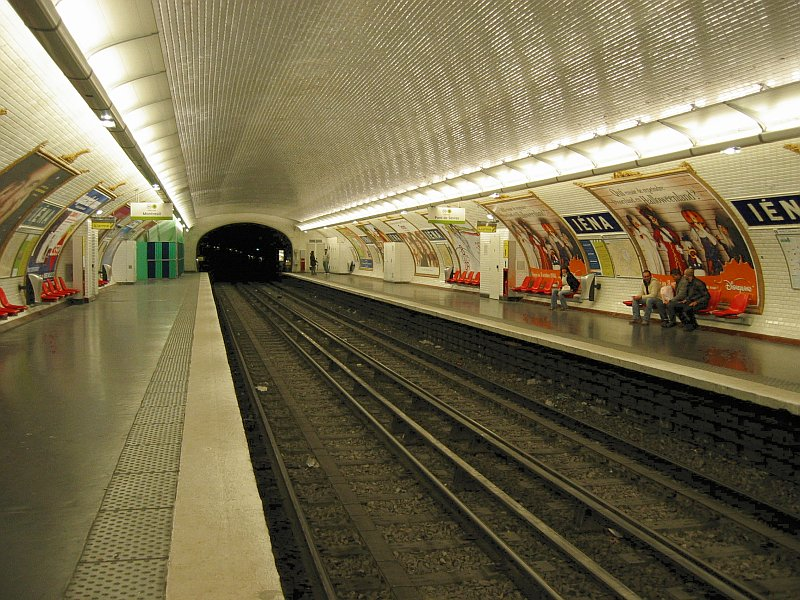
イエナ駅プラットホーム

イエナ駅（イエナえき、仏 : Iéna）は、フランスのパリ地下鉄9号線の駅である。
1923年開業。駅名はナポレオン戦争のイエナの戦いに由来する。

## 名所
- ドゥビリ橋
- ギメ美術館
- モードと衣装博物館
- パリ市立近代美術館 (パレ・ド・トーキョー内)

## 隣の駅
パリメトロ
9号線
トロカデロ駅(Trocadéro) - イエナ駅 - アルマ＝マルソー駅(Alma - Marceau)

## 位置情報
北緯48度51分52.09秒 東経2度17分36.18秒 / 北緯48.8644694度 東経2.2933833度